# Новопреображенка
Новопреображе́нка (рос. Новопреображенка) — присілок у складі Тяжинського округу Кемеровської області, Росія.

## Населення
Населення — 181 особа (2010; 242 у 2002).
Національний склад (станом на 2002 рік):
- росіяни — 99 %